# Cemento aluminoso
El cemento aluminoso es un tipo de cemento en cuya fabricación se emplean caliza y bauxita, calentándose hasta los 1800 °C (estado líquido) enfriándose rápidamente y pasando por un proceso de molido.
Antes de hidratarse, el cemento aluminoso está compuesto por alúmina (Al2O3) y cal (CaO) ambas al 40 %. Se combinan  dando aluminato cálcico hidratado.
Plantean problemas porque el ACH10 (hexagonal) es inestable y se transforma en C3AH (cúbico) que reduce volumen, perdiendo resistencia. Esta transformación empieza a los 28 días y en un año se ha producido casi totalmente. Tiene una velocidad de hidratación altísima, fraguado en 1-2 horas y adquisición de resistencias totales a las 24 horas. Producen un elevado calor de hidratación.
Se usa en hornos (soporta hasta 1800 °C), hormigones refractarios, prefabricados y obturaciones de agua debido a la rapidez de fraguado y a su alta resistencia a las aguas agresivas. No debe emplearse en estructuras.

## Problemas estructurales
El uso incorrecto de los cementos de aluminoso ha dado lugar a problemas de construcción, especialmente durante el tercer cuarto del siglo XX, cuando este tipo de cemento fue utilizado por sus propiedades de endurecimiento rápido. Después de varios años, algunos de los edificios y estructuras se derrumbaron o se tuvieron que demoler debido a la degradación del cemento. El calor y la humedad aceleran el proceso de degradación llamado "conversión". El techo de una piscina fue una de las primeras estructuras que colapsó en el Reino Unido.
En Madrid, un gran bloque de viviendas apodado Corea (ya que fue construido por los americanos durante la guerra de Corea 1951-1954) tuvo que ser demolido en 2006. También en Madrid el estadio de fútbol Vicente Calderón se vio afectado y tuvo que ser totalmente reconstruido y reforzado.
A causa de su pérdida de alcalinidad, el hormigón se expande quebrando y dejando al descubierto las armaduras, que se corroen.